# Marforio
Marforio vagy Marphurius egy allegorikus, folyami istenséget ábrázoló ókori római szobor. 

## Története
1592-ig a Salita di Marforiónál (jelentése Marforio-lépcső) mellett állt, innen származik megnevezése is. A marforio név eredete vita tárgyát képezi: a szobrot egy gránitmedence mellett találták meg, amely a mare in foro nevet viselte. Egy másik elmélet szerint nevét a városrész római neve után kapta (Martis Forum). Egy harmadik elmélet szerint a Marioli család volt a névadója, akinek telkén állt. 1592-ben került a Piazza del Campidoglióra. Ma a Capitoliumi Múzeum udvarán Giacomo Della Porta kútját díszíti.
Andrea Fulvio neves humanista 1527-ben azonosította a szobrot folyami istenség ábrázolásaként. Az i. e. 1. században készült szobor egy testes, fekvő férfit ábrázol, akinek magasra tartott kezében egy edényből vékony vízsugár csordogál.
A szobor nevezetességet nem művészi értéke adja meg, hanem az, hogy egyike a város „beszélő szobrainak”. Már a középkor vége óta szokássá vált, hogy az éles nyelvű, szabad szájú rómaiak a felettes hatóságoknak, sőt magának a pápának a cselekedeteit, s intézkedéseit gúnyos versikékben, epigrammákban bírálták. Ezeket papírra vetették és az éjszaka jótékony homályában valamely beszélő szoborra függesztették, mintha az üzenne. Másnap már egész Róma ismerte és ismételte az élesen metsző bökverset. A válasz gyakran egy másik szoborra tűzve jelent meg, amely rendszerint túllicitált az előzőn.